# Franz Federschmidt
Franz Henry Federschmidt, ameriški veslač, * 21. februar 1894, † 14. april 1956.
Federschmidt je za ZDA nastopil na Poletnih olimpijskih igrah 1920 v Antwerpnu, kjer je v četvercu s krmarjem osvojil srebrno medaljo.